# Acatalepsie
Acatalepsia, în filozofie, indică acea stare de spirit a scepticului care renunță din principiu să mai caute soluția unei probleme. Adepții teoriei lui Pyrrhon considerau că nici o afirmație nu poate fi socotită mai îndreptățită decât alta. Fericirea ar consta în seninătate (ataraxia) și impasibilitate (apatia), dobândite prin abținere (epohe) de la orice fel de sentințe, de la orice filozofie, de la căutarea unui răspuns la vreo problemă (acatalepsia). Scepticii academiei platoniciene au adoptat o acatalepsie absolută; aceștia considerau toată știință și cunoașterea umană drept o simplă aparență.  Acest concept este antiteza noțiunii stoice de katalepsie. Conform dogmaticilor, katalepsia reprezintă adevărata realitate, percepție, dar pentru sceptici, toate percepțiile sunt doar iluzii (Pyrrhon spunea că lucruruile reale sunt incognoscibile). La Bacon acatalepsia apare cu sensul de îndoială absolută, opusă îndoielii metodice.